# Asociación de Gestión de Derechos Intelectuales
La AGEDI (Asociación de GEstión de Derechos Intelectuales-Derechos de Propiedad Intelectual) es una asociación, sin ánimo de lucro, constituida por los productores fonográficos españoles para gestionar de forma colectiva el derecho de comunicación pública y el de reproducción para dicha comunicación pública, de sus fonogramas y videos musicales, según lo establecido por la Ley de Propiedad Intelectual.

## Premios Odeón
Galardones españoles instituidos en 2019 por la Asociación de Gestión de Derechos Intelectuales (AGEDI) en colaboración con Productores de Música de España (PROMUSICAE), Sociedad General de Autores y Editores (SGAE), Fundación Autor y Sociedad de Artistas de España (AIE).